# Park Narodowy Guadalupe Mountains
Park Narodowy Guadalupe Mountains (ang. Guadalupe Mountains National Park) – park narodowy w Stanach Zjednoczonych, w Teksasie. Pomysł założenia parku narodowego pojawił się już w 1923 roku, jednak do jego powstania nie doszłoby gdyby nie działalność Wallace'a Pratt'a. Był on uznanym geologiem, jednym z badaczy i odkrywców gór Guadalupe. Wykupił ziemie w McKittrick Canyon, wybudował dwa domy (żeby dzieci miały gdzie spędzać wakacje) a resztę odstąpił powstającemu parkowi. Pozostałe tereny dokupił rząd i po pełnej legislacji, w 1972 roku park został oficjalnie otwarty w obecnych granicach.

## Powstanie gór i lokalizacja parku
Góry Guadalupe piętrzą się między spękanymi nizinami południowego Nowego Meksyku a rozległą pustynią Chiuhuahua (na granicy Nowego Meksyku z Teksasem). 270 milionów lat temu, w permie, teren ten i południowo-zachodnie tereny USA znajdowały się w strefie klimatów równikowych i były pokryte płytkim morzem. Na jego dnie szkielety gąbek, muszli i niektórych glonów tworzyły barierę organogeniczną w kształcie gigantycznej podkowy. Zmiany klimatyczne, procesy geologiczne i czynniki atmosferyczne wypiętrzyły i odsłoniły owe wielkie wapienie. Dzisiaj wyniesione wysoko nad poziom morza zachwycają pięknymi widokami i głównie dlatego na ich terenie został stworzony park narodowy. Obejmuje on 316 kilometrów kwadratowych. Najwyższa góra parku - Guadalupe Peak - jest jednocześnie najwyższym szczytem Teksasu, wznosi się na wysokość 2667 m n.p.m.

## Środowisko naturalne, zwierzęta i rośliny
Otoczone pustynią góry mimo niegościnnych warunków dały możliwość schronienia się i rozwoju licznym gatunkom. Żyje tu 60 gatunków ssaków, 289 gatunków ptaków i 55 gadów. Przystosowały się one do trudnych warunków: suchego klimatu, wysokiej temperatury, nadmiernego parowania funkcjonując najczęściej dopiero po zapadnięciu zmierzchu. Rysie, kojoty, lisy, borsuki, pumy, gekony i nietoperze prowadzą aktywny tryb życia od zmierzchu do rana.  W ciągu dnia widoczne są jedynie najróżniejsze jaszczurki, insekty i pajęczaki. W wyższych partiach gór sosnowe lasy zamieszkują sarny, skunksy a w rzekach żyją rzadko w stanach spotykane pstrągi tęczowe.

## Historia i kultura
Liczne plemiona zamieszkiwały góry Guadalupe już co najmniej 12 tysięcy lat temu. Znacznie później osiedlili się tutaj Apacze. Ich plemię niepodzielnie panowało nad całym terenem, aż do połowy XIX wieku (1850), wtedy Apacze Mescalero ustąpili licznie nadpływającym białym.